# Mishi
Mishi är en köpinghuvudort i Kina. Den ligger i provinsen Hubei, i den centrala delen av landet, omkring 210 kilometer väster om provinshuvudstaden Wuhan. Antalet invånare är 58 712. Befolkningen består av 29 841 kvinnor och 28 871 män. Barn under 15 år utgör 11,0 %, vuxna 15-64 år 75 %, och äldre över 65 år 12,0 %.
Runt Mishi är det tätbefolkat, med 442 invånare per kvadratkilometer. Närmaste större samhälle är Shashi, 15,0 km nordost om Mishi. Trakten runt Mishi består till största delen av jordbruksmark.
Genomsnittlig årsnederbörd är 1 247 millimeter. Den regnigaste månaden är maj, med i genomsnitt 183 mm nederbörd, och den torraste är december, med 19 mm nederbörd.